# Assassin's Creed IV: Black Flag
Assassin's Creed IV: Black Flag är ett datorspel i Assassin's Creed-serien, utvecklat av Ubisoft Montreal och utgivet av Ubisoft.

## Rollista
- Matt Ryan - Edward Kenway
- Nolan North - Desmond Miles
- Mark Bonnar - Edward "Blackbeard" Thatch
- Ed Stoppard - Benjamin Hornigold
- Sarah Greene - Anne Bonny
- O.T. Fagbenle - John "Calico Jack" Rackham
- Ralph Ineson - Charles Vane
- Amy Landecker - Laetitia England
- Roger Craig Smith - Fisher Case/Ruggiero Ferraro
- Amber Goldfarb - Aveline de Grandpré
- Mylène Dinh-Robic - Rhona Dinsmore
- Stephen Campbell Moore - John
- Eliza Schneider - Rebecca Crane
- Danny Wallace - Shaun Hastings
- Angela Galuppo - Jennifer Kenway
- Eleanor Noble - Caroline Scott-Kenway
- Noah Watts - Connor
- Tom Kane - Laurens Prins
- Conrad Pla - Laureano de Torres y Ayala
- Maarten Dannenberg - Comte Alphonse de Marigot of Martinique
- Shaun Dingwall - Woodes Rogers
- Olivia Morgan - Mary Read/James Kidd/Mary Read
- Oliver Milburn - Bartholomew Roberts
- Mark Caven - William
- Kwasi Songui - Antó
- Tristan D. Lalla - Adéwalé
- Alex Ivanovici - Julien du Casse
- James Bachman - Stede Bonnet
- Bruce Dinsmore - Upton Travers
- Nadia Verrucci - Juno
- Tod Fennell - Warren Vidic
- Jennifer Seguin - Animus
- Christopher Hatherall - Josiah Burgess
- Luisa Guerreiro - Caroline Scott